# Червинский, Анатолий Николаевич
Анатолий Николаевич Червинский (17 октября 1892 года, станция Турмонт, Новоалександровский уезд, Ковенская губерния — июль 1942 года, пропал без вести на Донбассе (Южный фронт)) — советский военачальник, полковник, командир 78-й, 164-й и 318-й стрелковых дивизий.

## Биография
Родился в Ковенской губернии в семье мастерового, белорус. Трудовую жизнь начал в восемь лет. В двенадцать лет остался без родителей. Работал учеником переплетчика, а потом переплетчиком.
В Русской императорской армии с октября 1913 по декабрь 1917 года. В 8-м Финляндском стрелковом полку 2-й Финляндской стрелковой дивизии Юго-Западного фронта дослужился до старшего унтер-офицера. В 22-м Финляндском стрелковом полку 6-й Финляндской стрелковой дивизии – до подпрапорщика. В дни Октябрьской революции, находясь в Киеве, участвовал в захвате почты и телеграфа. Службу окончил в 122-м запасном пехотном полку в городе Осташков Тверской губернии.
С января 1918 года состоял в отряде Красной гвардии по охране Казанского вокзала в Москве. В Красной Армии с апреля 1918 года, командир отделения, затем командир взвода 2-го Московского Советского стрелкового полка.
С сентября 1918 воевал на Южном фронте против войск генерала П. Н. Краснова. Дважды был ранен, остался в строю. После тяжелого ранения в грудь под станцией Каменской был отправлен в госпиталь, вскоре после выздоровления заболел сыпным тифом, после осложнения долго не мог ходить. В октябре 1919 медицинской комиссией был признан негодным к военной службе. После многократных рапортов и обращений во врачебные комиссии был назначен сначала на нестроевую, затем и на строевую должность.
В ходе советско-польской войны снова был дважды ранен (под Киевом и при форсировании Буга). После лечения в госпитале был направлен в Архангельск, потом в Пермскую стрелковую дивизию. В её рядах принимал участие в подавлении Ишимского мятежа, боролся с белобандитами на Алтае.  Член РКП(б) с 1921. С июня 1922 командир роты 62-го Новороссийского Краснознаменного полка 21-й стрелковой дивизии, с 1926 – командир батальона.
Окончил курсы «Выстрел» (1927). Участвовал в боях на КВЖД, командовал отдельным стрелковым батальоном, затем 233-м стрелковым полком 97-й стрелковой дивизии в Винницкой области. С мая 1939 командовал 78-й стрелковой дивизией в Томске. С 29 декабря 1939 – полковник. В марте 1940 года назначен начальником Лугинских (2-х Белокоровичских) Курсов усовершенствования командного состава запаса Киевского военного округа (КОВО).
15 января 1941 года вступил в командование 164-й стрелковой дивизией КОВО.

### Великая Отечественная война
С началом войны находился на прежней должности.
22 июня 1941 года дивизия, входившая в состав 17-й стрелковый корпус 12-й армии Юго-Западного фронта, располагалась на стыке Молдавии и Украины в районе Тарасоуцы.
С 24 июня дивизия в составе 17-го стрелкового корпуса 18-й армии Южного фронта участвовала в приграничном сражении, затем в сражении под Уманью.
Разведбат дивизии занимал позицию вдоль государственной границы, которая на юге проходила по реке Прут, а севернее — по суше, на «пятачке». Весь вечер румынская артиллерия методически обрабатывала передний край батальона, отрезанный рекой.
Комдив Червинский организовал огневую поддержку дивизионной артиллерией пушек разведывательного батальона дивизии.
Мне вспомнились его слова: «Учти, капитан, двенадцать дней войны, а вся линия обороны семнадцатого корпуса нигде, ни в одном месте не прорвана. И если это случится на участке нашей дивизии, да ещё на месте обороны твоего батальона, подведешь не только себя — весь фронт. Понял?»
27 июля 1941 года во время переправы частей дивизии через реку Буг в районе Гайворон проявил нераспорядительность и халатность. Отдав распоряжение о подготовке к взрыву переправы через реку, не взял под контроль выполнение приказа, в результате мост был взорван преждевременно, при этом на противоположном берегу была оставлена материальная часть 494-го артиллерийского полка (20 орудий, 12 минометов, 2 трактора, 3 автомобиля, часть обоза) и часть личного состава 651-го стрелкового полка 96-й стрелковой дивизии. За это был 16 октября отстранён от командования дивизией,  отдан под суд и военным трибуналом 18-й армии 19 октября 1941 года осужден на 8 лет ИТЛ без поражения в правах с отсрочкой исполнения приговора до окончания военных действий.
С конца октября командовал 263-м, затем 348-го стрелковыми полками 51-й стрелковой дивизии 9-й армии этого же фронта. В феврале 1942 года назначен командиром 78-й отдельной морской стрелковой бригады. В этих должностях участвовал в Донбасской, Ростовских оборонительной и наступательной, Барвенково-Лозовской наступательной операциях.
К 15 июня 1942 года на базе 78-й отдельной морской стрелковой бригады и 165-го стрелкового полка была сформирована 318-я стрелковая дивизия, а полковник А. Н. Червинский утвержден её командиром. В этой должности участвовал в Донбасской оборонительной операции 1942 года, в ходе которой в июле пропал без вести (считается, что погиб около 20 июля).